# Melithaea furcata
Melithaea furcata is een zachte koraalsoort uit de familie Melithaeidae. De koraalsoort komt uit het geslacht Melithaea. Melithaea furcata werd in 1916 voor het eerst wetenschappelijk beschreven door Thomson. 